# História do Cristianismo na Ucrânia
A história do Cristianismo na Ucrânia remonta aos primeiros séculos da história do Cristianismo, à Era Apostólica, com viagens missionárias ao longo do Mar Negro e uma lenda do apóstolo André até mesmo subindo as colinas de Kiev. A primeira comunidade cristã no território da Ucrânia moderna é documentada já no século IV com o estabelecimento da Metrópole de Gótia, que estava centrado na península da Crimeia. No entanto, no território da antiga Rus em Kiev, o Cristianismo se tornou a religião dominante desde sua aceitação oficial em 988 por Vladimir, o Grande, que o trouxe da Crimeia bizantina e o instalou como religião estatal da Rus medieval de Kiev, com a sé metropolitana em Kiev.
Embora separados em várias denominações cristãs, a maioria dos cristãos ucranianos compartilham uma fé comum baseada no cristianismo oriental. Esta tradição é representada na Ucrânia pelo rito bizantino, as Igrejas ortodoxa e católica oriental, que têm estado em vários momentos históricos intimamente alinhadas com a autoidentidade nacional ucraniana e a cultura bizantina.
Sendo oficialmente eliminadas desde o fim da Segunda Guerra Mundial, o recente renascimento das religiões nacionais ucranianas começou pouco antes da dissolução da União Soviética em 1989 com o restabelecimento da Igreja Católica Grega Ucraniana, que também desencadeou a recuperação do movimento da Igreja Ortodoxa Autocéfala Ucraniana da diáspora e a transição do antigo clero da Igreja Ortodoxa Russa, que eram ucranianos nativos. Hoje, existem três igrejas nacionais ucranianas: a Igreja Ortodoxa da Ucrânia, a Igreja Católica Grega Ucraniana e a Igreja Ortodoxa Ucraniana. Além disso, há um número menor de adeptos do rito bizantino na Igreja Católica Grega Rutena, que foram dominados pelo Reino da Hungria no passado. Os corpos cristãos ocidentais, incluindo a Igreja Latina da Igreja Católica Romana e várias denominações protestantes, têm tido uma presença limitada no território da Ucrânia desde pelo menos o século XVI e representam uma minoria de cristãos no país.